# Privatización del agua en México
La privatización del agua en México se refiere a las políticas públicas mexicanas que han derivado en la administración del suministro de agua potable o del acceso a los recursos acuíferos por parte de empresas o entidades privadas.
El término privatización se aplica a diferentes situaciones de participación privada en el manejo de infraestructuras o servicios del sector del agua y el saneamiento. El antiguo Relator Especial sobre el derecho humano al agua para la Organización de las Naciones Unidas, Leo Heller, definió la privatización como aquella donde agentes privados prestan los servicios de suministro de agua y saneamiento directamente o bien, participan en actividades relacionadas con estos. En México distintos estados del país han delegado a empresas privadas la administración de los sistemas de suministro de agua.
Por lo general, la concesión es el instrumento a través del cual el Estado transfiere a particulares el servicio público. En la concesión total del servicio las operadoras privadas suplen totalmente al Estado. Otras modalidades de privatización parcial contemplan la creación de empresas mixtas con capital público-privado o bien la contratación de servicios asociados. 

## Contexto
En el mundo se han presentado tendencias a la privatización, así como a la desprivatización de los sistemas de agua potable. El caso más extremo es el Chileno, donde la propiedad privada sobre el agua se elevó a rango constitucional. A pesar de su importancia en los debates y políticas a favor de la privatización en el sector del agua, actualmente el sector privado opera menos del 5 por cierto de los organismos operadores a nivel mundial.
Leo Heller, anterior Relator Especial de la Organización de las Naciones Unidas sobre el derecho humano al agua, advirtió en 2020 que la privatización del agua genera riesgos para dicho derecho debido a que las empresas privadas buscan maximizar sus ganancias y los gobiernos locales tienen tendencias a volverse dependientes de las operadoras, lo cual ocasiona un desbalance de poderes. Asimismo, tiende a monopolizarse el control del agua para suministro. En el mismo informe menciona que el tipo de gestión del agua no es neutral, pues en los 15 países observados la privatización tuvo un severo impacto en los derechos humanos de las personas.
En 1992 se promulga la Ley de Aguas Nacionales, la cual fue condición para la entrada al TLCAN, e impuso un sistema único de concesiones, objetos de dinámicas de compra y venta sobre las aguas mexicanas. Conagua otorgó 330 mil concesiones en los primeros diez años violando vedas, derechos indígenas y de núcleos agrarios. En 2003 se publicaron dictámenes de disponibilidad: 104 acuíferos y 102 cuencas estaban sobreconcesionadas, y el 70% de las aguas concesionadas estaban en manos del 7% de los concesionarios.

## Privatización del agua en estados de México

### Aguascalientes
En 1993, y en el contexto de la promulgación de la Ley General de Aguas, se concesionó el servicio de agua potable y saneamiento en Aguascalientes a la empresa denominada Concesionaria de Agua de Aguascalientes, S.A. (CAASA). Esta acción fue promovida por el gobernador Otto Granados Roldán. Álex Ricardo Caldera Ortega, señala que, si bien el modelo ofrecía resultados positivos en la eficiencia técnica, la participación privada también ocasionó situaciones negativas, pues la empresa concesionaria no obtuvo autonomía financiera, y dependía de los recursos del sector público.
Otro aspecto negativo del modelo es que la regulación a CAASA no era eficiente, pues el organismo dedicado a esta función, la Comisión Ciudadana del Municipio de Aguascalientes (CCAPAMA), no tenía posibilidades de sancionar los incumplimientos contractuales de la empresa. Por otro lado, la ciudadanía no tenía ninguna opción de participación, sin posibilidades de exigir una verdadera rendición de cuentas.

### Ciudad de México
En noviembre de 1993, el DDF firmó un contrato de diez años con cuatro consorcios de capital nacional y extranjero: Servicios de Agua Potable (cuyos accionistas son la constructora ICA y la francesa Générale des Eaux); Industria del Agua (conformada por Socios Ambientales de México y la inglesa Severn Trent); Tecnología y Servicios del Agua (sus accionistas son Bufete Industrial de México y la francesa Lyonnaise American Holding. Posteriormente Grupo Peñoles adquirió la participación de Bufete Industrial); y Agua de México (conformada por Gutsa y la inglesa United Utilitites). Las actividades para las que fueron contratadas fueron: 1) actualizar la lista de usuarios, instalar medidores y trazar la red de tuberías; 2) se aplicaron nuevas formas de lectura de medidores del consumo de agua, emisión de boletas, formas de cobro y recaudación en el servicio de agua potable; 3) se debería implementar el mantenimiento y la rehabilitación de la infraestructura con la detección y reparación de fugas, y la ampliación y rehabilitación de la red secundaria de agua potable, lo cual no ocurrió.
Marañón (2005) menciona que hubo importantes mejorías en el primer periodo de participación privada, ya que aumentó el padrón de usuarios, se instalaron medidores, se emitieron boletas y aumentó la cobranza. Sin embargo, la respuesta de la ciudadanía a la presencia de estas empresas fue negativa, pues se registró un aumento en el cobro que iba del 100% al 1000% de lo pagado en el año anterior (Martínez, 2004: 48), combinado con un servicio deficiente (mala calidad del agua y tandeos a la población).

### Coahuila
En 2001, la empresa Aguas de Barcelona llegó a Saltillo para administrar el agua y terminó controlando tres cuencas en el territorio mexicano, para que esto fuera posible la constitución estatal fue modificada para favorecer a la empresa.
En el municipio de Cuernavaca existen concesiones totales a fraccionamientos privados. 

### Nuevo León

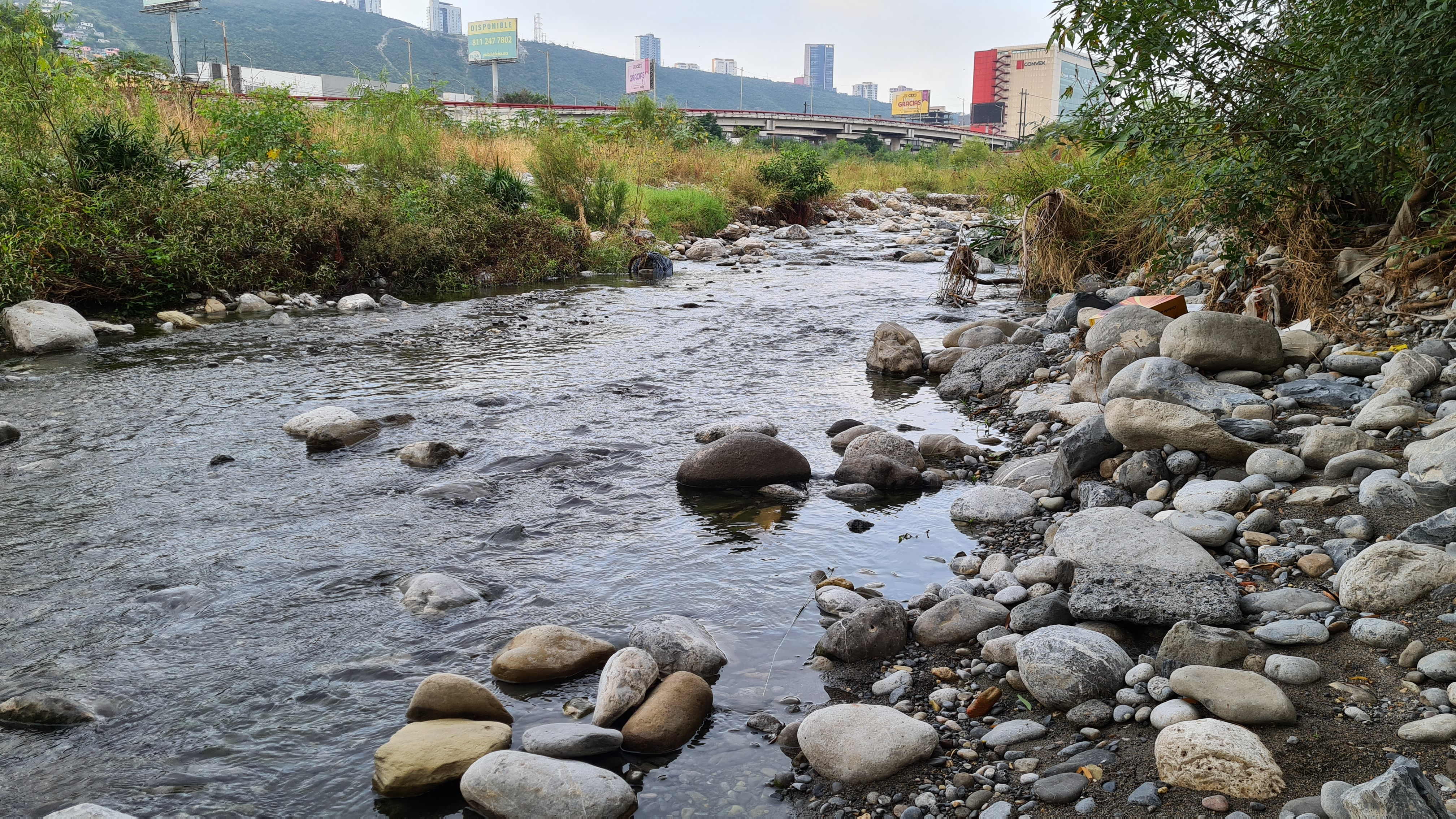
La privatización del agua en el Estado de Nuevo León es importante debido a la escasez de este recurso en la entidad, además de su gran actividad industrial que crea tensiones en distintos sectores sobre su uso

La privatización del agua en el Estado de Nuevo León es importante debido a la escasez de este recurso en la entidad, además de su gran actividad industrial que crea tensiones en distintos sectores sobre su uso. La administración y abastecimiento del agua en Nuevo León está a cargo de la paraestatal Servicios de Agua y Drenaje (SADM) y también por concesiones de la Conagua. El agua residencial, comercial, industrial y pública, la abastece, SADM. De forma alterna, Conagua otorga concesiones particulares para la extracción de agua subterránea que se utiliza para actividades agrícolas, pecuarias e industriales.
Conagua informa que en 2016, la distribución del uso del agua en Nuevo León fue de 71% el sector agrícola, 25% al abastecimiento público y el 4% para la industria. Uno de los acuíferos que abastece el agua es el Acuífero 1906, con 500 perforaciones con 487 pozos, 10 norias y 3 manantiales. La distribución de su uso es: 6.4% para la agricultura, 4.3% para uso público-urbano, 1.6% para uso pecuario, 3.5% para uso doméstico, 30.9% para servicios y 53.3% para uso industrial.
Estudios se han realizado, donde se ha hecho hincapié en las capacidades para proveer agua a la entidad, teniendo un bajo índice de fiabilidad para su suministro que puede ser afectar el suministro del agua a corto, mediano y largo plazo.
La crisis de agua en el estado de Nuevo León se ha agravado durante los últimos años debido a diferentes razones que ha resultado en la actual sequía y escasez lo que a su vez ha inclinado a las personas a hacer filas tras pipas y acarrear agua para acceder a este recurso. La explicación dada por el gobierno es que la falta de lluvias ha sido el principal culpable de este problema, debido a que los mantos y presas de agua no se pueden recuperar. Las temporadas de calor son esencialmente difíciles para el estado. Los niveles de las presas son tan bajos que ya no pueden satisfacer la de demanda de la población: Presa Cerro Prieto 9.8%, Presa La Boca 25.2%, El Cuchillo 53.98%. Ante la crisis el gobernador Samuel García indica que se está haciendo todo lo posible, mientras que los diputados del PRI pidieron a la Conagua emitir una declaraciòn de emergencia, ya que 2 millones de personas son afectadas. Esta en proyecto la construcción de un acueducto de 380 km hacia la Cuenca del Río Panuco.  
El gobernador de Nuevo León, Samuel García Sapulveda, ha dado diferentes opiniones sobre la situación del agua en el estado. Después de su recorrido por los diferentes municipios, recalca que los “ranchos” que se encuentran alejados de la ciudad apropian del agua en una represa del municipio de Hualahuises.

### Puebla
En la ciudad y otros de sus municipios conurbados no participaron los ciudadanos en ninguna de las fases de la licitación que condujo a la concesión de los servicios de agua potable, drenaje, alcantarillado, saneamiento y disposición de aguas residuales. Algunos de los municipios que quedaron incluidos en el contrato, no han aceptado el servicio concesionado, por ser violatorio del artículo 115 constitucional. Los ciudadanos han resentido especialmente los aumentos de tarifas y los cortes del servicio a los morosos.
En 2014 se firmó una concesión entre el municipio de Puebla y el consorcio Concesiones Integrales, constituido por las empresas Grupo Financiero Monex (con 75% de las acciones), Eppcor (con 24.7%), Aguas de México (con 0.224%) y Ticsa (con 0.011%). Se ha restringido el acceso de la ciudadanía al contrato o título de concesión otorgado a Concesiones Integrales, S.A. de C.V., debido a que en 2014 el SOAPAP (organismo operador anterior) clasificó como reservada toda la información referente a la concesión. Se han presentado muchas quejas y amparos de parte de los usuarios, principalmente por aumentos de las tarifas de agua y cortes del servicio.
El 29 de septiembre de 2015, el diputado federal Rodrigo Abdala Dartigues presentó un punto de acuerdo en el que propuso que la Cámara Baja hiciera un llamado, tanto a la CNDH, como a la Comisión de Derechos Humanos del Estado de Puebla, para proteger el derecho humano al agua de los habitantes de los municipios de Puebla, Cuautlancingo, San Pedro Cholula, San Andrés Cholula y Amozoc, en los que se concesionó el servicio.
El Ayuntamiento de la ciudad de Puebla y la empresa Consorcio Internacional de Medio Ambiente, S.A. de C.V. (formada por el Grupo ICA y Vivendi, S.A., con 50% de participación de cada empresa), firmaron un contrato de servicios con una duración prevista de 10 años. El contrato, que empezó a operar en 2003, se rescindió en 2009 debido a “…la incapacidad del sistema para corregir sus problemas estructurales…” (CONAGUA, 2010).

### Querétaro
En el estado de Querétaro, son 13 empresas del sector inmobiliario que son beneficiadas por las concesiones totales de agua en tres municipios.  
En mayo de 2022, comenzó la privatización del agua a partir de la 'ley Kuri', que hace alusión al gobernador panista Mauricio Kuri. Esta iniciativa permite que organismos operadores privados operen el servicio del agua potable, el alcantarillado y el saneamiento.
El 2 de junio, unas treinte organizaciones civiles realizaron protestas y enviaron un documento a la Defensoría de los Derechos Humanos de Querétaro para promover la inconstitucionalidad de la ley, pues pone en riesgo el derecho humano al acceso al agua.

### Quintana Roo
En el estado de Quintana Roo, la empresa Aguakán cuenta con una concesión total en cuatro de sus municipios hasta el 2053, siendo estos Benito Juárez, Isla Mujeres, Puerto Morelos y Solidaridad. La empresa justifica que, desde la década de los noventa, la escasez de presupuesto público para invertir en sistemas de agua dieron lugar a nuevos esquemas para resolver el grave rezago.
El Bando de Gobierno para el Municipio de Solidaridad prohíbe explícitamente en el artículo 45 la concesión de los servicios públicos como el agua y alcantarillado a particulares.

### Sonora
Su servicio fue concesionado durante 8 años, para luego ser municipalizado. 

### Veracruz
En 2015 la misma empresa Aguas de Barcelona, junto a Odebrecht Ambiental, gana dos concesiones más en las comunidades de Veracruz. Las concesiones fueron para adjudicar las gestiones del ciclo del agua de las ciudades conurbadas de Veracruz y Medellín de Hidalgo durante 30 años.

## Organizaciones dedicadas a la protección del Derecho al agua en México

### Coalición de Organizaciones Mexicanas por el Derecho al Agua para exigirla como un derecho humano en México (COMDA)
Organización fundada en 2005 a partir del contexto del IV Foro Mundial del Agua, realizado en marzo de 2006, evento en el que, según la COMDA, se articularon los intereses de las grandes empresas transnacionales y la banca multilateral en torno al agua.
Consideramos que el agua es un recurso público, es decir, no es una mercancía como pretenden afirmar la banca multilateral y las empresas privadas. Por ende, el fin de su gestión no es lucrar sino ajustarse a criterios para brindar una cobertura con eficiencia y acceso equitativo de calidad.
Sus exigencias se centraron en los siguientes puntos:
- Justicia y equidad en la distribución y acceso a servicios de agua y saneamiento de calidad para todas y todos, garantizando el manejo sustentable.
- El estricto apego del Estado mexicano a los compromisos adquiridos al firmar el PIDESC, especialmente en cuanto a respetar, proteger y garantizar el derecho humano al agua.
- Elevar a rango constitucional el derecho humano al agua para fortalecer el marco institucional que garantice de forma permanente el ejercicio de dicho derecho en nuestro país.
- Detener y revertir los procesos de privatización de los servicios de agua, reformar la legislación y políticas que la promueven, y crear nuevas leyes y políticas a favor de la participación plural en la toma de decisiones sobre la gestión del agua.

Las organizaciones firmantes fueron: Alianza Mexicana por la Autodeterminación de los Pueblos (AMAP), Centro Mexicano de Derecho Ambiental, A.C., Centro Derechos Humanos «Fray Francisco de Vitoria, O.P.», A.C., Centro de Servicios Municipales «Heriberto Jara, A.C.», Consejo de Ejidos y Comunidades Opositores a la Presa La Parota (CECOP), Equipo Pueblo, el Espacio DESC, Food First Information and Action Network- México, Instituto Mexicano para el Desarrollo Comunitario, A.C. (IMDEC), Movimiento Urbano Popular, Centro de Derechos Humanos «Miguel Agustín Pro Juárez, A.C.», Red Ciudadana del Agua, Red de Género y Economía, Red de Género y Medio Ambiente, Red Mexicana de Acción frente al Libre Comercio (RMALC) y la Coordinadora de Trabajadores en Defensa del Carácter Público del Agua.

### Agua para Tod@s, Agua para la vida
Campaña nacional autónoma que a través de participación ciudadana plantea iniciativas para el buen gobierno del agua en México, generando propuestas para la restauración de los ecosistemas, acceso equitativo a agua de calidad y soberanía alimentaría poniendo fin a la contaminación y destrucción de cuencas y acuíferos debido a la impunidad hídricoambiental.
Para defender el derecho humano al agua nos apoyamos en la construcción de nuestras capacidades, aprendiendo a manejar el agua en sus cuencas, y defendiendo por medio de una gran variedad de formas de lucha, nuestra agua y su saneamiento, frente la privatización, la contaminación, la sobreexplotación, el despojo y el acaparamiento.
En 2012 iniciaron sus labores en el Congreso Sustentabilidad del Agua en México donde más de 420 investigadores y organizaciones trabajaron en la preparación de una Iniciativa Ciudadana de Ley General de Aguas que garantizara el acceso equitativo y sustentable al agua.
Sus objetivos específicos:
- Lograr la Ley de Aguas que México requiere.
- Construir el Buen Gobierno del Agua.
- Articularse con la gran diversidad de procesos comprometidos con la construcción conjunta del buen gobierno del agua desde cada localidad y a nivel nacional.[19]

### Asamblea Nacional por el Agua y por la Vida
Llevada a cabo por primera vez en agosto de 2022 en la comunidad de Santa María Zacatepec, en el municipio de Juan C. Bonilla, en el estado de Puebla. En ella activistas defensores del agua provenientes de 15 entidades del país: Veracruz, Nuevo León, San Luis Potosí, Chihuahua, Ciudad de México, Tlaxcala, Jalisco, Quintana Roo, Querétaro, Morelos, Oaxaca, Chiapas, Guerrero y Michoacán y de países como España, República Checa, Estados Unidos y Alemania se reunieron durante dos días con el objetivo de analizar sobre el despojo de agua, estrategias jurídicas para su defensa la contaminación del agua y su relación con enfermedades así como la criminalización contra sus defensores e hicieron un llamado:
"A todos los pueblos que luchan y defienden la vida, a unirse a estas acciones conjuntas, a abrazar a nuestra hermana agua, a dejarnos conectar por sus cauces, para así seguir construyendo los mundos posibles que soñamos..."
Compartieron que la Segunda Asamblea se llevará a cabo los próximos 18 y 19 de febrero de 2023, en la comunidad de Santiago Mexquititlán, Querétaro.

## Apertura a la privatización
En 2018 Enrique Peña Nieto firmó 10 decretos que eliminan vedas de 300 cuencas hidrológicas en el país, con este cambio se eliminan los impedimentos para la extracción de agua en estas cuencas y se establecen “zonas de reserva de aguas para los usos doméstico, público urbano y ambiental o para conservación ecológica en las cuencas hidrológicas”, lo que significa que puede aprovecharse esa agua.
Cada uno de los decretos corresponden a 10 ríos:
- Grijalva-Usumacinta (Chiapas, Tabasco y Campeche)
- Papaloapan (Oaxaca, Puebla y Veracruz)
- Pánuco (Estado de México, Querétaro, Guanajuato, San Luis Potosí, Veracruz, Tamaulipas y Nuevo León); Costa Chica de Guerrero y Costa Grande (Guerrero y Oaxaca)
- San Fernando-Soto la Marina (Tamaulipas y Nuevo León)
- Santiago (Aguascalientes, Durango, Guanajuato, Jalisco, Nayarit, San Luis Potosí, y Zacatecas)
- Actopan-Antigua (Veracruz y Puebla)
- Costa de Jalisco (Colima y Jalisco)
- Ameca (Nayarit y Jalisco).[22]

Sobre los decretos la organización Agua para Tod@s menciona
Estos decretos van a permitir a la Conagua garantizar los volúmenes de agua que están exigiendo las empresas mineras, petroleras y privatizadores de sistemas urbanos de agua, a costa de los derechos al agua de los pueblos indígenas, los núcleos agrarios, comunidades rurales y los sectores populares urbano.
Los decretos fueron impulsados por la Fundación Carlos Slim, presidida por el dueño de la empresa minera Frisco, y la Fundación Gonzalo Río Arronte, presidido por el socio de la trasnacional petrolera Morgan Stanley, Jesús Reyes Heroles.